# Girls Just Want to Have Fun (película)
Girls Just Want to Have Fun es una película de 1985 protagonizada por Sarah Jessica Parker y Helen Hunt, dirigida por Alan Metter.
Es parecida al estilo de Footloose y Flashdance. Durante muchos años, Comedy Central, Lifetime, USA Network, Lifetime Movie Network y ABC Family han transmitido la película.

## Sinopsis
Janey es nueva en la ciudad y pronto conoce a Lynne, que comparte su pasión por bailar en general, y por el programa "Dance TV" en particular. Cuando se anuncia una competición para encontrar una nueva pareja de Dance TV, Janey y Lynne están determinadas a participar. El único problema es que el padre de Janey no aprueba ese tipo de cosa.

## Reparto
| Actor                | Personaje     | Notas         |
| -------------------- | ------------- | ------------- |
| Sarah Jessica Parker | Janey Glenn   |               |
| Lee Montgomery       | Jeff Malene   |               |
| Helen Hunt           | Lynne Stone   |               |
| Morgan Woodward      | JP Sands      |               |
| Ed Lauter            | Cnel. Glenn   |               |
| Jonathan Silverman   | Drew Boreman  |               |
| Holly Gagnier        | Natalie Sands |               |
| Lee Arnone           | Mrs. Lemsky   |               |
| Margaret Howell      | Mrs. Glenn    |               |
| Terence McGovern     | Ira           |               |
| Shannen Doherty      | Maggie Malene |               |
| Biff Yeager          | Mr. Malene    |               |
| Gina Gershon         | Bailarina     | No acreditada |
| Bruce Goldstein      | Bailarín      | No acreditado |
| Scott Coffey         | Bailarín      | No acreditado |
| Wayne Bascomb        | Bailarín      | No acreditado |
| Hank Azaria          | hombre en bar | No acreditado |

## Banda sonora
La versión de Cyndi Lauper, "Girls Just Want to Have Fun" no aparece en esta película, debido a restricciones de licencia.
En su lugar está la canción por Deborah Galli, Tami Holbrook, y Meredith Marshall.